# Lot suborbitalny

Armata Izaaka Newtona

Lot suborbitalny – lot kosmiczny, w którym statek kosmiczny osiąga przestrzeń kosmiczną, ale jego trajektoria lotu przecina atmosferę lub powierzchnię grawitującego ciała, z którego pojazd został wystrzelony, przez co nie jest w stanie dokonać pełnego obiegu orbitalnego.
Na przykład lot każdego obiektu wystrzelonego z powierzchni Ziemi, który osiągnie wysokość 100 km n.p.m., a później spada z powrotem na Ziemię, jest uznawany za suborbitalny lot kosmiczny. Niektóre loty suborbitalne są przeprowadzane w celu sprawdzenia statków kosmicznych lub rakiet nośnych przeznaczonych do późniejszych lotów orbitalnych. Inne pojazdy są zaprojektowane specjalnie do lotów suborbitalnych, na przykład załogowe X-15 i SpaceShipOne, czy bezzałogowe międzykontynentalne pociski balistyczne i rakiety meteorologiczne.
Suborbitalne loty kosmiczne należy odróżnić od lotów, które osiągają orbitę, ale stosują silniki hamujące, aby dokonać deorbitacji po wykonaniu mniej niż jednej pełnej orbity.

## Wymóg wysokości lotu
Z definicji pojazd dokonujący lotu suborbitalnego musi uzyskać wysokość co najmniej 100 km n.p.m. Ta wysokość, znana jako linia Kármána, została wybrana przez Międzynarodową Federację Lotniczą, ponieważ jest to orientacyjnie miejsce, w którym pojazd, aby wygenerować siłę nośną potrzebną do utrzymania się na tej wysokości, musiałby lecieć szybciej niż wynosi prędkość orbitalna.

## Orbita
W czasie swobodnego spadku trajektoria jest częścią orbity eliptycznej w postaci definiowanej przez równanie orbity. Odległość perygeum jest mniejsza niż promień Ziemi, więc elipsa przecina się z Ziemią, przez co pojazd nie będzie w stanie dokonać orbity. Wielka oś jest pionowa, więc półoś wielka stanowi więcej niż połowię promienia Ziemi, i prawie zawsze jest mniejsza niż promień.

## Prędkość, zasięg, wysokość
Aby zminimalizować wymaganą delta-v (astrodynamiczną wartość determinującą wymaganą ilość paliwa), część lotu dokonywana na dużej wysokości odbywa się z wyłączonymi rakietami (technicznie rzecz biorąc, jest to swobodny spadek, nawet przy wznoszącej trajektorii). Maksymalna prędkość lotu jest osiągana na najniższej wysokości trajektorii swobodnego spadku, zarówno przy jej początku jak i końcu.
Jeśli celem jest samo „osiągnięcie przestrzeni kosmicznej”, na przykład aby wziąć udział w konkursie Ansari X Prize, poziomy ruch nie jest konieczny. W tym przypadku najniższe wymagane delta-v to około 1,4 km/s, dla lotu suborbitalnego z maksymalną prędkością około 1 km/s. Wolniejszy ruch, z krótszym swobodnym spadkiem, wymagałby większego delta-v.
Dla porównania – niska orbita okołoziemska (LEO), o wysokości około 300 km, wymaga prędkości około 7,7 km/s, przy delta-v około 9,2 km/s. Wprowadzenie ciala nawet na niską  orbitę 100 km wymaga ok. 20 razy większej energii niż samo wyniesienie na taką wysokość.  
Dla lotów suborbitalnych pokonujących odległości poziome, maksymalna prędkość i wymagana delta-v są między tymi z lotu pionowego a LEO. Maksymalna prędkość na niskich końcach trajektorii składa się ze składowych poziomej i pionowej. Im dalszy ma być lot, tym obie składowe muszą być większe, i tym większa jest wysokość maksymalna. Dla rakiety V2, osiągającej przestrzeń kosmiczną, ale z zasięgiem około 300 km, maksymalna prędkość to 1,6 km/s. Budowany przez Scaled Composites pojazd SpaceShipTwo będzie miał podobną orbitę ze swobodnym spadkiem, ale prędkość maksymalna będzie wynosiła tylko 1,1 km/s.
Przy większych zasięgach, ze względu na eliptyczność orbity, maksymalna wysokość może być nawet znacznie większa od tej dla LEO. W locie międzykontynentalnym, takim jak lot międzykontynentalnej rakiety balistycznej, czy też potencjalnych przyszłych komercyjnych lotów kosmicznych, maksymalna prędkość to około 7 km/s, a maksymalna wysokość to około 1200 km. Lot międzykontynentalny na wysokości 300 km wymagałby znacznie większego delta-v niż przy LEO.
Każdy lot kosmiczny, który kończy się na powierzchni, włączając w to loty suborbitalne, przechodzi przez fazę ponownego wejścia w atmosferę. Zachodzące w tej fazie nagrzewanie aerodynamiczne różni się znacznie, w zależności od prędkości początkowej tego wejścia, która to jest prędkością maksymalną lotu.

## Długość lotu
W locie pionowym na niezbyt wysokie pułapy, czas swobodnego spadku zarówno wznoszącego jak i opadającego, prędkość maksymalna jest zmieniana przez przyspieszenie grawitacyjne, tak więc przy prędkości maksymalnej 1 km/s obie te fazy trwają 3 min 20 s. Długości faz lotu przed i po fazie swobodnego spadku mogą się różnić.
Dla lotu międzykontynentalnego, faza wznoszenia wspomaganego rakietami trwa 3 do 5 minut, swobodny spadek (faza środkowa lotu) około 25 minut. Faza ponownego wejścia w atmosferę balistycznej rakiety międzykontynentalnej trwa około dwóch minut – jednak dla miękkich lądowań faza ta będzie trwała znacznie dłużej.
Loty suborbitalne mogą trwać wiele godzin. Pioneer 1, pierwsza sonda kosmiczna stworzona przez NASA, miała na celu osiągnięcie Księżyca. Częściowe niepowodzenie spowodowało, że sonda poleciała trajektorią suborbitalną, wchodząc w atmosferę Ziemi 43 godziny po starcie.

## Znaczące bezzałogowe loty suborbitalne
- W początkach roku 1944 (dokładna data nie jest znana), rakieta testowa V2, wystrzelona z poligonu Peenemünde osiągnęła pułap 189 km, co było pierwszym w historii lotem suborbitalnym.
- Bumper 5, dwuczłonowa rakieta wystrzelona z White Sands Proving Grounds. 24 lutego 1949 górny stopień rakiety osiągnął pułap 400 km i prędkość 2300 m/s[2].
- ZSRR – Energia, 1986, ładunek z satelitą wojskowym Polus nie został prawidłowo umieszczony na orbicie i spłonął w atmosferze. Był to najcięższy obiekt na trajektorii suborbitalnej.

## Załogowe loty suborbitalne
| Data (GMT)          | Misja                | Załoga                        | Państwo           | Uwagi                                                                       |
| ------------------- | -------------------- | ----------------------------- | ----------------- | --------------------------------------------------------------------------- |
| 5 maja 1961         | Mercury-Redstone 3   | Alan Shepard                  | Stany Zjednoczone | pierwszy załogowy lot suborbitalny, pierwszy Amerykanin w kosmosie          |
| 21 lipca 1961       | Mercury-Redstone 4   | Virgil Grissom                | Stany Zjednoczone |                                                                             |
| 19 lipca 1963       | X-15 lot 90          | Joseph A. Walker              | Stany Zjednoczone | pierwszy płatowiec w kosmosie                                               |
| 22 sierpnia 1963    | X-15 lot 91          | Joseph A. Walker              | Stany Zjednoczone | pierwsza osoba i pojazd dwukrotnie w kosmosie                               |
| 5 kwietnia 1975     | Sojuz 18a            | Wasilij Łazariew Oleg Makarow | ZSRR              | nieudany start orbitalny, przerwany po błędzie oddzielenia drugiego stopnia |
| 26 czerwca 2004     | SpaceShipOne lot 15P | Mike Melvill                  | Stany Zjednoczone | pierwszy komercyjny lot kosmiczny                                           |
| 29 września 2004    | SpaceShipOne lot 16P | Mike Melvill                  | Stany Zjednoczone | pierwszy z dwóch lotów zdobywających Ansari X-Prize                         |
| 4 października 2004 | SpaceShipOne lot 17P | Brian Binnie                  | Stany Zjednoczone | drugi z lotów zdobywających Ansari X-Prize                                  |